# Austin 10 hp
La 10 hp è un'autovettura prodotta dall'Austin dal 1911 al 1915. Fu commercializzata in versione torpedo a due o quattro posti.
Lanciata nel 1911 come modello mid-size, possedeva un motore a valvole laterali e quattro cilindri in linea da 1.145 cm³ di cilindrata. Le sospensioni erano a balestra. Il telaio pesava 533 kg, ed il modello era largo complessivamente 1.410 mm. La lunghezza era invece di 3.302 mm, ed il passo misurava 2.438 mm. Terminata la commercializzazione della prima Austin 7, che fu prodotta dal 1909 al 1911, la 10 hp diventò la vettura più piccola della gamma offerta dall'Austin.
Nel 1913 la vettura fu rivista completamente. Fu allungata a 3.734 mm ed il passo, di conseguenza, era ora compreso tra 2.515 mm e 2.819 mm. Anche il motore fu ingrandito, con l'aumento dell'alesaggio a 76 mm, che portò la cilindrata totale a 1.615 cm³.